# Jürgen Weber (Bibliothekar)
Jürgen Weber (* 1961) ist ein deutscher Bibliothekar und Autor in Weimar.

## Leben
Von 1982 bis 1994 absolvierte Weber ein Studium der Philosophie und Lateinischen Philologie an den Universitäten Göttingen, Heidelberg, München, Kopenhagen und Frankfurt a. M. 1995 promovierte er mit einer Arbeit zur Rezeptionsgeschichte von Immanuel Kant und Friedrich Schelling. Seit 1996 ist er Leiter der Abteilung Sondersammlungen und Bestandserhaltung der Herzogin-Anna-Amalia-Bibliothek und seit 2001 deren Stellvertretender Direktor. Besonderes Gewicht hat für ihn die Provenienzforschung insbesondere von geraubten Büchern während der NS-Zeit. Dabei geht es auch um die Problematik der
Restitution. Weitere Forschungsfelder sind für Weber Bibliotheksgeschichte und Betriebsorganisation. Seit 2024 ist Weber im Ruhestand.

## Werke (Auswahl)
- Jürgen Weber: Begriff und Konstruktion : rezeptionsanalytische Untersuchungen zu Kant und Schelling, Diss. Göttingen 1995.
- Ders. zusammen mit Ulrike Hähner (Hrsg.): Restaurieren nach dem Brand. Die Rettung der Bücher der Herzogin-Anna-Amalia-Bibliothek, Petersberg 2014.
- Ders. zus. mit Peter Prölß: Fördern und Fordern: Staatliche Förderung und bürgerschaftliches Engagement für die Provenienzrecherche und Restitution von geraubten Büchern. Arbeitsschritte in der Provenienzforschung, 2015.
- Ders.: NS-Raubgut: Kolloquium der Herzogin-Anna-Amalia-Bibliothek und des Forschungsverbundes Marbach-Weimar-Wolfenbüttel vom 3. bis 5. Mai 2017 in Weimar (Sonstige), 2021.[5]
- Ders.: Sammeln nach 1998: Wie Provenienzforschung die Bibliotheken verändert, transscript Verlag, Bielefeld 2024.